# 1917 en musique classique
| \| • Retour à la chronologie générale de la musique classique • \| |
| Grèce • Rome • Haut Moyen Âge • VIIIe siècle • IXe siècle • Xe siècle • XIe siècle XIIe siècle • XIIIe siècle • XIVe siècle • XVe siècle • XVIe siècle • XVIIe siècle XVIIIe siècle • XIXe siècle • XXe siècle • XXIe siècle |
| • Retour à la chronologie générale de la musique classique • |

| Années en musique classique : 1914 - 1915 - 1916 - 1917 - 1918 - 1919 - 1920    |
| Décennies en musique classique : 1880 - 1890 - 1900 - 1910 - 1920 - 1930 - 1940 |

## Événements

### Créations
- 28 février : Kullervo d'Armas Launis, créé à Helsinki.
- 11 mars :  Fontane di Roma de Ottorino Respighi, créé à Rome par l'Orchestre de l'Académie nationale Sainte-Cécile sous la direction d'Antonio Guarnieri.
- 27 mars :  L’Hirondelle, opéra de Puccini, créé à Monte-Carlo.
- avril : Le donne de buon umore, ballet de Vincenzo Tommasini, chorégraphie de Léonide Massine, créé à Rome par les Ballets russes de Serge de Diaghilev.
- 3 mai : Schelomo, rhapsodie pour violoncelle et orchestre d'Ernest Bloch, créée à New York.
- 12 mai : Le Prince de bois, opéra de Béla Bartók, créé à Budapest.
- 18 mai : Parade, ballet de Serge de Diaghilev (Erik Satie, Jean Cocteau, Pablo Picasso, Léonide Massine), premier spectacle cubiste.
- 26 octobre : Le Mariage, opéra-comique de Modeste Moussorgski, créé à Petrograd.
- 10 novembre : Sonate pour violon et piano no 2 et Sonate pour violoncelle et piano no 1 de Gabriel Fauré.
- 10 novembre : Création partielle (3 pièces : no 1, no 10, no 11) des Études de Debussy par Marguerite Long à la Société nationale de musique.
- 11 novembre : Concerto no 2 en si majeur pour piano Op. 100 d'Alexandre Glazounov, créé à Petrograd..
- 23 novembre : Béatrice, opéra-comique d’André Messager.
- 28 novembre : Over the Top, comédie musicale avec Fred et Adele Astaire, créée à New York.
- 11 décembre : Rapsodie nègre, de Francis Poulenc, créée au théâtre du Vieux-Colombier à Paris.

Date indéterminée
- Concerto de violon  de Launy Grøndahl.
- Le Joueur composé par Sergueï Prokofiev (création en 1929).
- Die Frau ohne Schatten composé par Richard Strauss (création en 1919).
- Symphonie no 2 Ascenção, (L’Ascension) d'Heitor Villa-Lobos.
- Quatre lieder, pour voix et piano, opus 12, d'Anton Webern.

### Autres
- 1er avril : Edgard Varèse dirige à New York le Requiem de Berlioz.
- 27 octobre : Récital à New York du violoniste russe Jascha Heifetz.
- Création de la Manhattan School of Music à New York.
- Fondation du quatuor de Budapest.

## Naissances

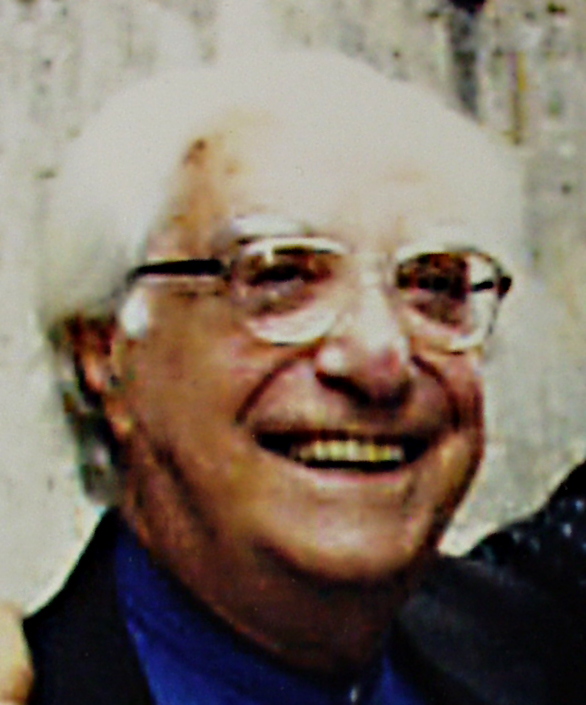
Riccardo Brengola

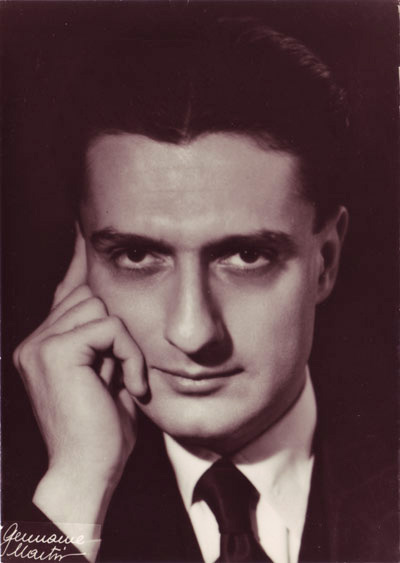
Dinu Lipatti

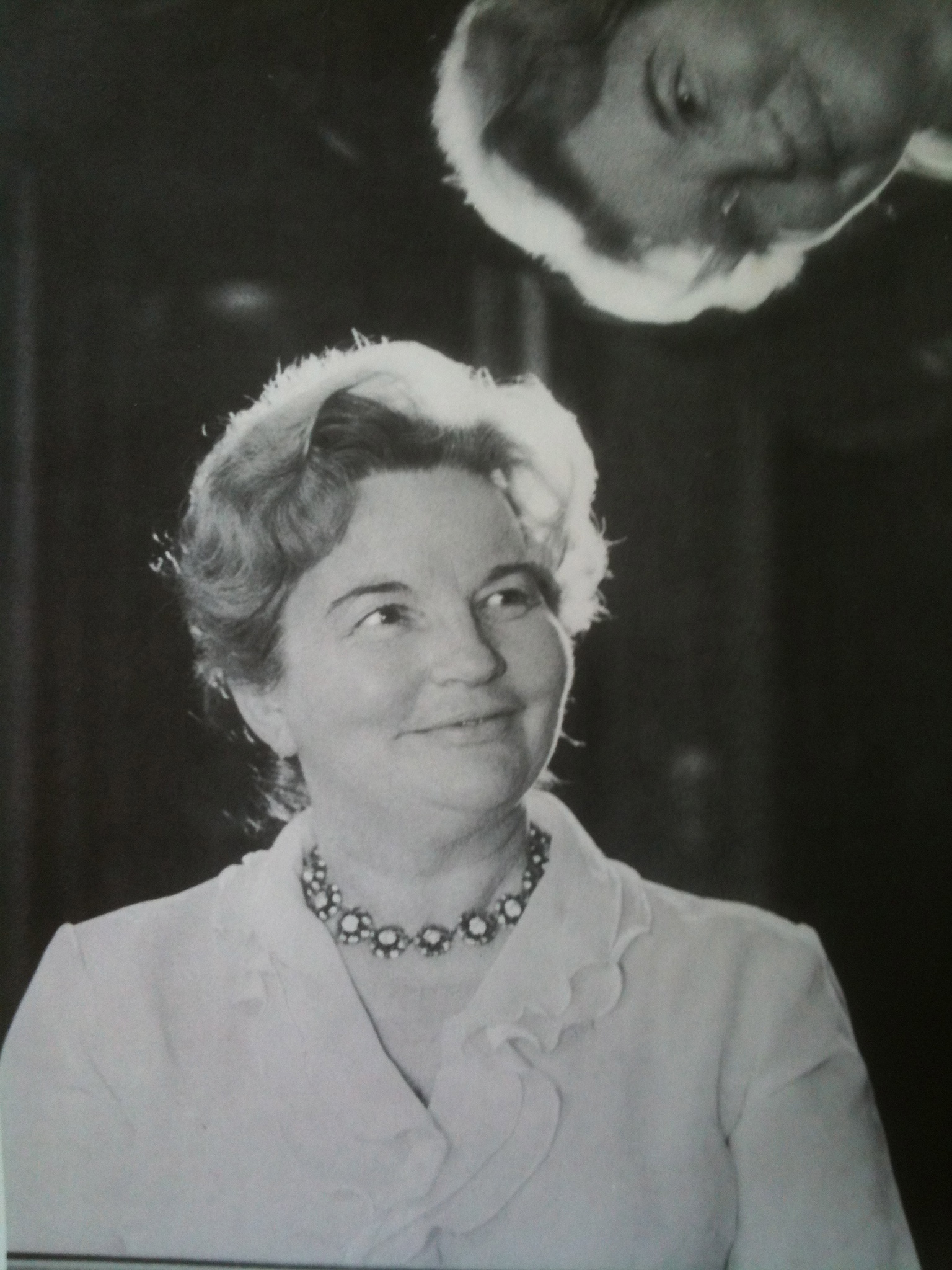
Nadia Tagrine

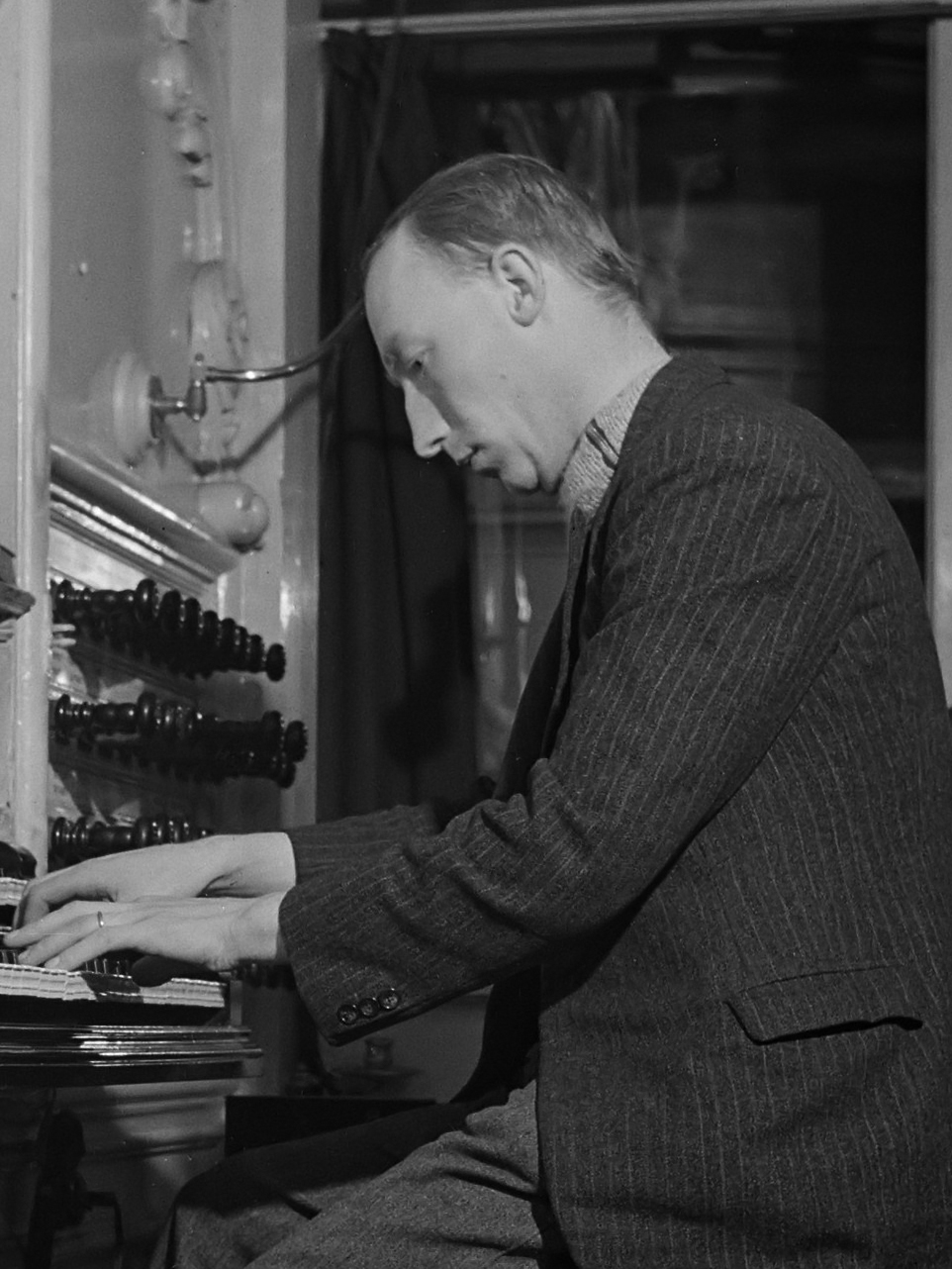
Albert de Klerk

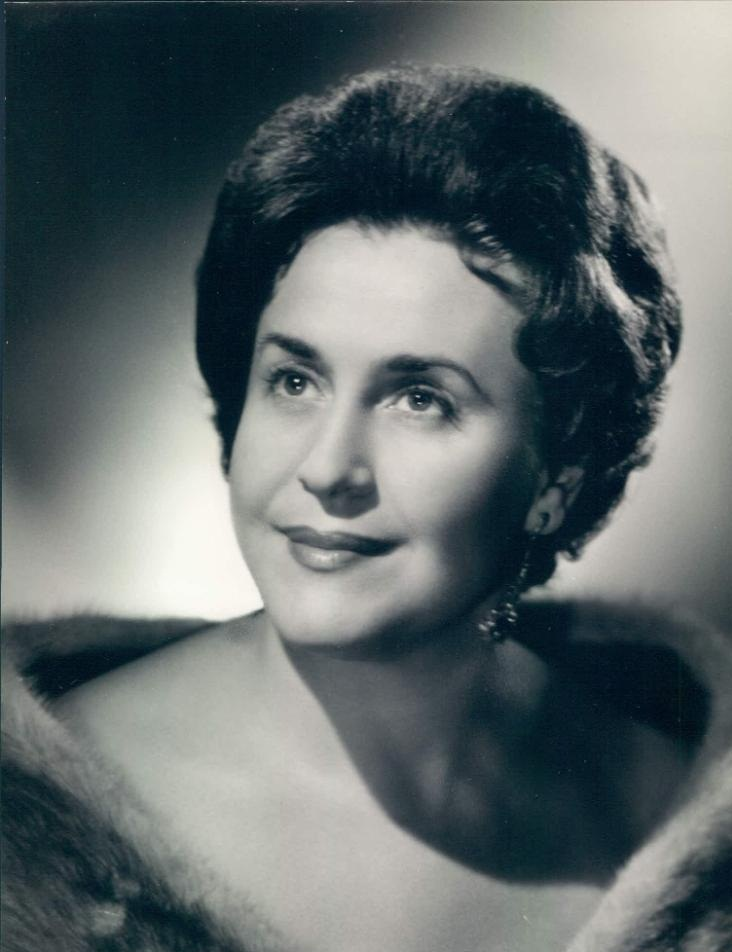
Hilde Zadek

- 3 janvier : Pierre Dervaux, chef d'orchestre français († 20 février 1992).
- 5 janvier : 
  - Silvia Eisenstein pianiste, compositrice, directrice d'orchestre et de chœur, et pédagogue vénézuélienne de naissance argentine († 13 août 1986).
  - Wieland Wagner (petit-fils de Richard Wagner), metteur en scène allemand, directeur du Festival de Bayreuth († 17 octobre 1966).
- 11 janvier : Clarisse Leite, pianiste, compositrice et professeur de musique brésilienne († 11 mai 2003).
- 12 janvier : Walter Hendl, chef d'orchestre, compositeur et pianiste américain († 10 avril 2007).
- 31 janvier : Hans Posegga, compositeur, pianiste et chef d'orchestre allemand († 19 mai 2002).
- 5 février : Otto Edelmann, baryton-basse autrichien († 14 mai 2003).
- 6 février : Arthur Gold, pianiste canadien († 3 janvier 1990).
- 15 février : Denise Scharley, mezzo-soprano ou contralto française († 26 juillet 2011).
- 22 février : Louis Auriacombe, chef d’orchestre français († 3 décembre 1982).
- 23 février : Eta Tyrmand, compositrice biélorusse († 29 avril 2008).
- 25 février : Anthony Burgess, écrivain, linguiste et compositeur britannique († 25 novembre 1993).
- 28 février : George Malcolm, pianiste, organiste, compositeur, claveciniste et chef d'orchestre anglais († 10 octobre 1997).
- 2 mars : John Gardner, compositeur britannique († 12 décembre 2011).
- 7 mars : Robert Erickson, compositeur américain († 24 avril 1997).
- 18 mars : Riccardo Brengola, violoniste et pédagogue italien († 16 mai 2004).
- 19 mars : Dinu Lipatti, pianiste roumain († 2 décembre 1950).
- 21 mars : Anton Coppola, compositeur et chef d'orchestre américain († 9 mars 2020).
- 23 mars : Oscar Shumsky, violoniste et chef d'orchestre américain († 24 juillet 2000).
- 26 mars : Carl de Nys, religieux et musicologue français († 4 avril 1996).
- 31 mars : Dorothy DeLay, violoniste et pédagogue américaine († 24 mars 2002).
- 27 avril : Roman Matsov, chef d'orchestre estonien († 24 août 2001).
- 30 avril : Niklaus Aeschbacher, compositeur et chef d'orchestre suisse († 30 novembre 1995).
- 7 mai : Domenico Bartolucci, cardinal italien, compositeur et chef de chœur de la chapelle Sixtine.
- 22 mai : Georg Tintner, chef d'orchestre autrichien, naturalisé néo-zélandais († 2 octobre 1999).
- 25 mai : Heinz Rehfuss, baryton-basse († 27 juin 1988).
- 4 juin : Robert Merrill, baryton américain († 23 octobre 2004).
- 13 juin : Rodolfo Celletti, musicologue italien († 4 octobre 2004).
- 13 juillet : Nadia Tagrine, pianiste franco-russe († 1er juin 2003).
- 22 juillet : Jean Hubeau, pianiste, compositeur et pédagogue français († 19 août 1992).
- 24 juillet : Robert Farnon, compositeur, chef d'orchestre, arrangeur et trompettiste canadien († 23 avril 2005).
- 3 août : Antonio Lauro, guitariste et compositeur vénézuélien († 18 avril 1986).
- 6 août : Branka Musulin, pianiste et professeur germano-croate († 1er janvier 1975).
- 11 août : Hélène Boschi, pianiste franco-suisse († 9 juillet 1990).
- 2 septembre : Joseph Reveyron, organiste et compositeur français († 7 janvier 2005).
- 13 septembre : Robert Ward, compositeur et pédagogue américain († 3 avril 2013).
- 14 septembre : Rudolf Baumgartner, chef d'orchestre et violoniste suisse († 22 mars 2002).
- 15 septembre :
  - Richard Arnell, compositeur britannique († 10 avril 2009).
  - Hilde Gueden, soprano autrichienne († 17 septembre 1988).
- 17 septembre : Isang Yun, compositeur († 3 novembre 1995).
- 28 septembre : Václav Kašlík, chef d'orchestre tchèque († 4 juin 1989).
- 2 octobre : Francis Jackson, compositeur britannique († 10 janvier 2022).
- 4 octobre : 
  - Albert de Klerk, organiste et compositeur néerlandais († 2 décembre 1998).
  - Siegfried Rapp, pianiste allemand († 1977).
- 6 novembre : András Mihály, compositeur hongrois († 19 septembre 1993).
- 7 novembre : Tofik Kouliyev, compositeur azerbaïdjanais, pianiste, chef d’orchestre († 4 octobre 2000).
- 22 novembre : Jean-Étienne Marie, compositeur français († 25 décembre 1989).
- 11 décembre : Jacqueline Robin, pianiste française († 3 février 2007).
- 15 décembre : Hilde Zadek, soprano allemande († 21 février 2019).

Date indéterminée
- Louis Aubeux, ecclésiastique et organiste français († 8 juillet 1999).
- Françoise Landowski-Caillet, pianiste et peintre française († 2007).

## Décès

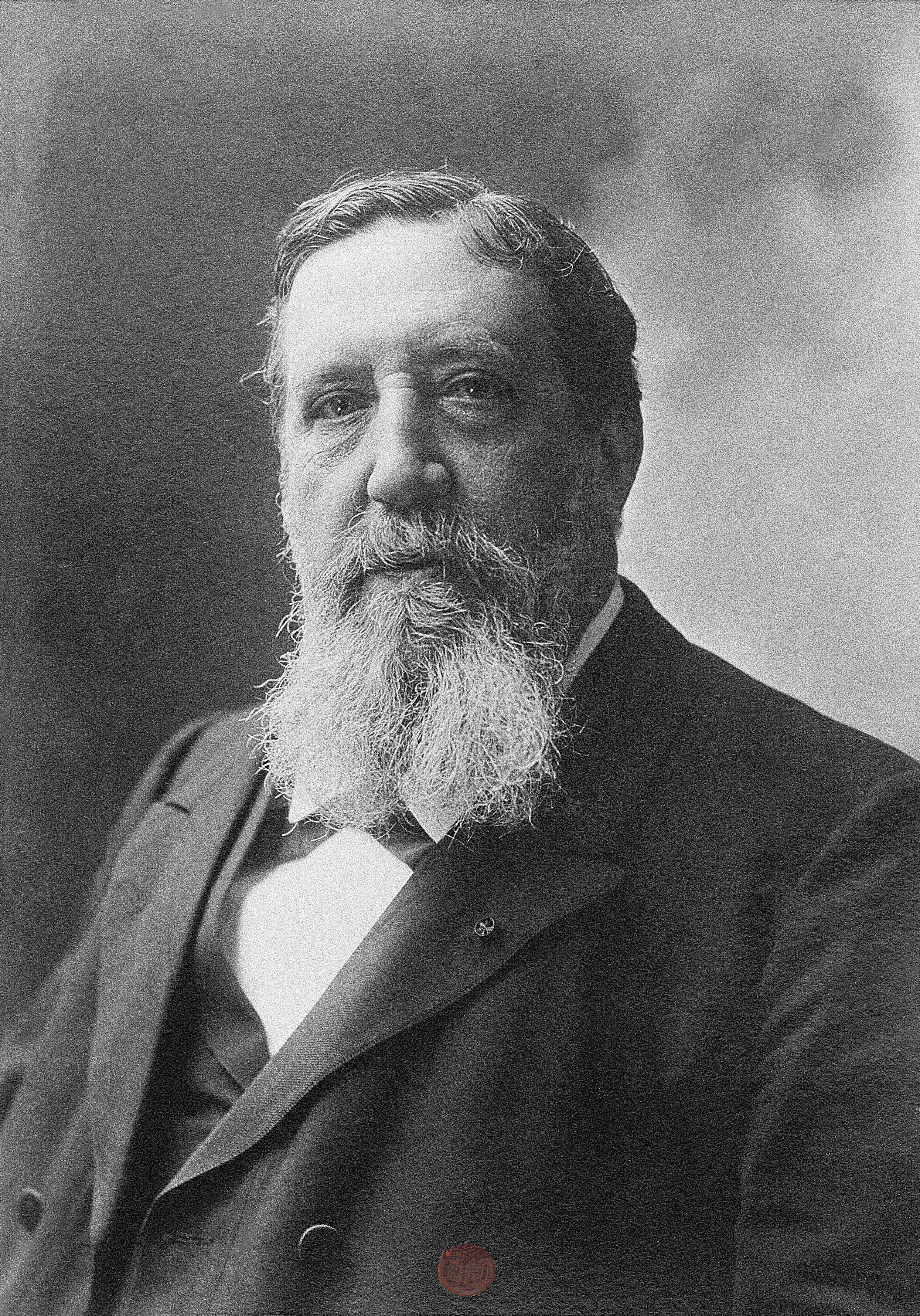
Émile Pessard

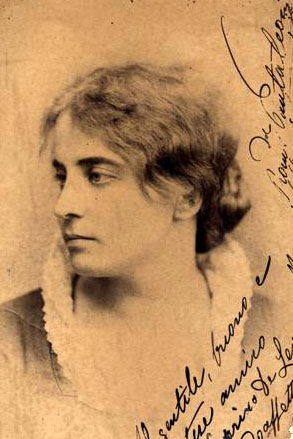
Romilda Pantaleoni

- 4 janvier : Joseph-A. Fowler, compositeur, organiste, chef de chœur, pianiste et professeur de musique québécois (° 14 novembre 1845).
- 5 janvier : Ethel R. Harraden, pianiste, compositrice et critique musicale anglaise (° 14 janvier 1857).
- 10 février : Émile Pessard, compositeur français (° 29 mai 1843).
- 15 mars : Paul Puget, compositeur français (° 25 juin 1848).
- 20 mars : Emilio De Marchi, ténor lyrique (° 6 janvier 1861).
- 25 mars : Spýros Samáras, compositeur grec (° 17 novembre 1861).
- 1er avril : Scott Joplin pianiste et compositeur afro-américain de musique ragtime (° 24 novembre 1868).
- 15 avril : Théodore de Wyzewa, critique d'art, critique musical et critique littéraire français (° 12 septembre 1862).
- 16 mai : Fernand Halphen, compositeur français (° 18 février 1872).
- 20 mai : Romilda Pantaleoni, soprano italienne (° 29 août 1847).
- 12 juin : Teresa Carreño, pianiste et compositrice vénézuélienne (° 22 décembre 1853).
- 16 juillet : Philipp Scharwenka, compositeur et pédagogue allemand d’origine tchéco-polonaise (° 16 février 1847).
- 19 juillet : Guillaume Guidé, hautboïste et directeur de théâtre (° 7 avril 1859).
- 25 juillet : Léon Vasseur, compositeur, organiste et chef d'orchestre français (° 28 mai 1844).
- 21 août : Raoul Walter : ténor autrichien (° 16 août 1863).
- 8 septembre : Charles Lefebvre, compositeur français (° 19 juin 1843).
- 11 septembre : Evie Greene, actrice et chanteuse britannique (° 14 janvier 1875).
- 7 octobre : Julien Hamelle, éditeur français (° 6 septembre 1836).
- 7 décembre : Léon Minkus, compositeur, violoniste, pédagogue autrichien (° 23 mars 1826).

Date indéterminée
- Virgilio Bellatti, baryton italien (° 1869).